# Landesstraße 74
Die Landesstraße 74 (L 74, Nordrhein-Westfalen) ist eine überörtliche Verbindungsstraße im Bergischen Land, die Velbert über Wülfrath und Wuppertal mit Remscheid und Solingen verbindet. Im Südwesten Wuppertals ist sie als in beiden Richtungen zweispurig ausgebaute autobahnähnliche Schnellstraße ausgeführt.

## Verlauf

### Beginn in Velbert
Die L 74 ist im Straßenverlauf hier die Fortführung der Bundesstraße 224 und beginnt am Autobahndreieck Velbert-Nord der A 44 und führt in südlicher Richtung. Im Velberter Stadtzentrum ist für eine kurze Strecke der Straßenverlauf als B 227 ausgewiesen. Die L 74 führt dann in gerade Linie zu dem Velberter Ortsteil Tönisheide. Parallel zur A 535 (ehemals B 224) verläuft sie am Rande Wülfraths an Schlupkothen, Aprath und mehreren tiefen Wuppertaler Kalksteinbrüchen vorbei unter Kreuzung der B 7 nach Wuppertal-Vohwinkel. Im dortigen Zentrum endet sie zunächst einmal an der Bundesstraße 228.

### Der autobahnähnliche Ausbau

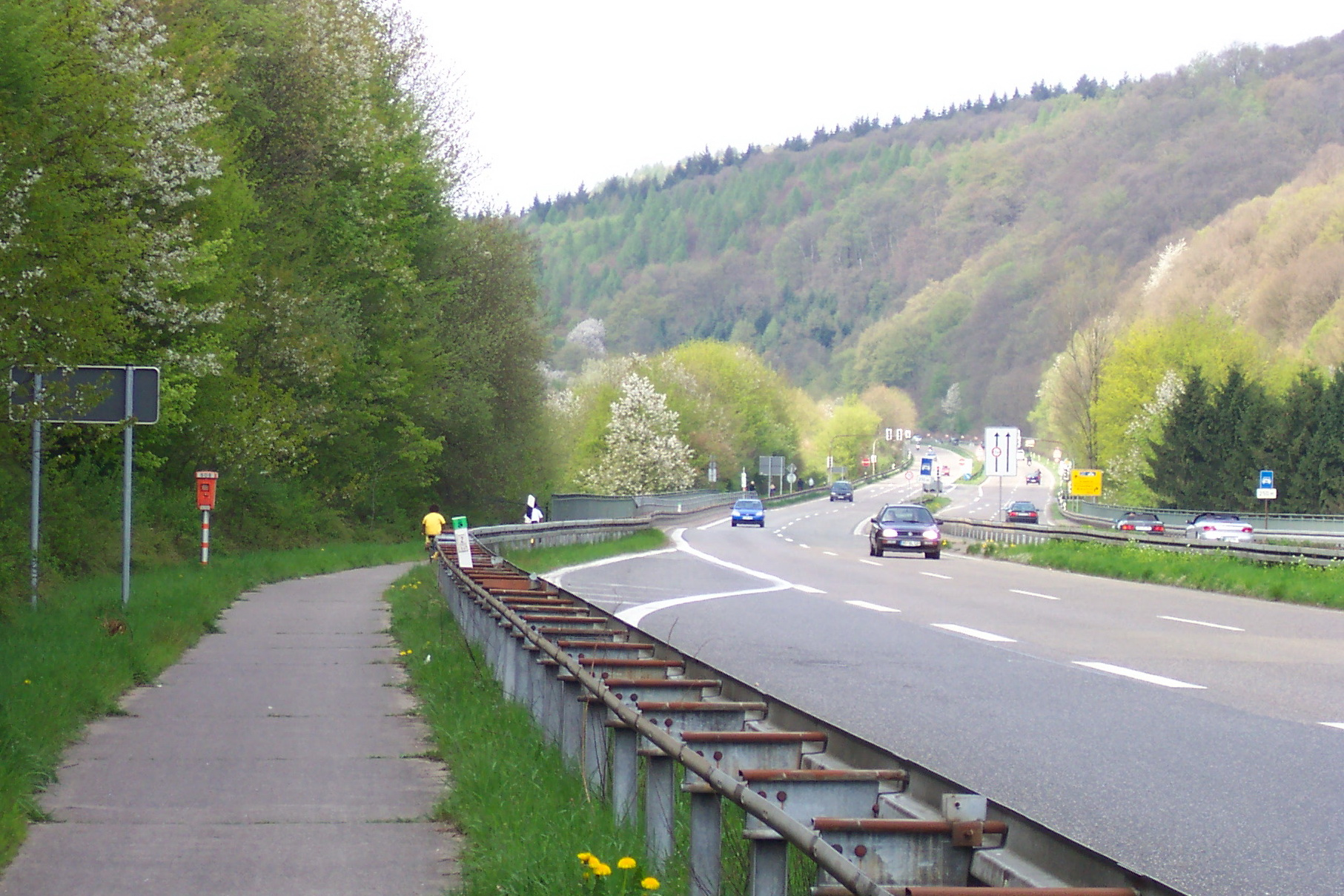
Die L 74 in der Nähe Kohlfurth

Wenige Kilometer östlich setzt sie sich beim Sonnborner Kreuz als südliche Verlängerung der Bundesautobahn 535 fort und folgt nun autobahnähnlich ausgebaut dem Lauf der Wupper in ihrem Engtal durch den Staatsforst Burgholz. In diesem Abschnitt hat die Landesstraße in der Region umgangssprachlich den Namen, den auch die Tagespresse benutzt, „In der Kohlfurth“ erhalten. Bei Solingen-Kohlfurth endet der zweispurige Ausbau der Landesstraße L 74, zuvor ermöglicht ein ampelgeregelter Abzweig die Zufahrt nach Wuppertal-Kohlfurth.
Auf der halben Strecke zwischen dem Sonnborner Kreuz und Kohlfurth befindet sich beidseitig der L 74 ein Rastplatz. Dieser auch als Wanderparkplatz genutzte Rastplatz, der wie auf einer Autobahn mit Namensschild, Sitzbänken, Mülleimer und Zufahrtsstreifen ausgestattet ist, ermöglicht einen Zugang zum Staatsforst Burgholz. Seit Mai 2008 führt eine Linie der WSW mobil auf der L 74 von Wuppertal-Elberfeld nach Müngsten, ein Halt ist unter anderem dieser Rastplatz.
Über diesen autobahnähnlich ausgebauten Teilabschnitt führen eine Fußgängerbrücke über und zwei Unterführungen unter den Fahrbahnen. Dieses Teilstück ist außerdem als Kraftfahrstraße ausgewiesen. Ein gemeinsamer Fuß- und Radweg verläuft im Wesentlichen parallel zu den Fahrbahnen auf der Westseite.

### Weiterer Verlauf nach Müngsten
Die L 74 folgt weiter dem Lauf der Wupper bis nach Müngsten an der Stadtgrenze von Wuppertal, Remscheid und Solingen. Dort trifft sie auf die Bundesstraße 229. Die Gesamtlänge beträgt etwa 24 Kilometer.

## Geschichte
Der nördliche Teil von Velbert bis Wuppertal basiert auf dem Verlauf der Reichsstraße 224, die später als Bundesstraße 224 geführt wurde. Mit dem Neubau der parallelen B 224n, der heutigen A 535, wurde die Straße zur L 74 heruntergestuft.
Nach dem Bau des Sonnborner Kreuzes wurde zeitgleich mit dem Bau des vierstreifigen südlichen Teils der L 74 im Tal der Wupper durch den Staatsforst Burgholz begonnen und bis 1975 abgeschlossen. Eine untergeordnete Verbindungsstraße gab die Trasse bis Kohlfurth vor, die durch bauliche Maßnahmen erheblich verbreitert werden musste. Im Rahmen des Straßenbaus musste auf längerer Strecke die Wupper nach Westen verlegt werden, wobei die Standorte und wassertechnischen Bauten vierer historischer Schleifkotten an der Wupper beseitigt wurden.
Der vierstreifige Ausbau zwischen Kohlfurth und Müngsten ist zurzeit nicht mehr in Planung. Auch für den zweistreifigen Bau mussten starke Erdbewegungen durchgeführt werden, da dort bis dahin kein Weg trassiert war. Die Planung, innerhalb des Sonnborner Kreuzes noch fehlende Verbindungsrampen zur L 74 zu erstellen, ist konkreter, ein Vorhabendossier dazu wurde 2005 erstellt.
Da sich auf der Strecke gehäuft schwere Unfälle mit teils tödlichem Ausgang ereignet haben, bei denen mehrheitlich Motorradfahrer zu Schaden kamen, befindet sich die Strecke im Fokus der Ordnungsbehörden. Unter anderem mit Geschwindigkeitsbegrenzungen, die auch überwacht werden, wird versucht, dieser Entwicklung entgegenzutreten.